# Gryfino
Gryfino (deutsch Greifenhagen, niederdeutsch Gripenhagen) ist die Kreisstadt des polnischen Powiats Gryfiński mit etwa 20.000 Einwohnern und Amtssitz der gleichnamigen Stadt- und Landgemeinde in der Woiwodschaft Westpommern.

## Geographische Lage

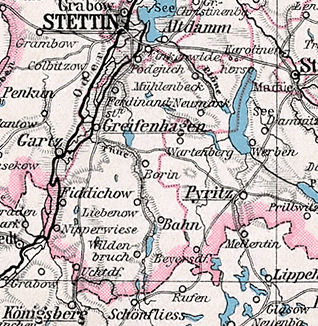
Greifenhagen südlich von Stettin und nordwestlich von Pyritz auf einer Landkarte von 1905.

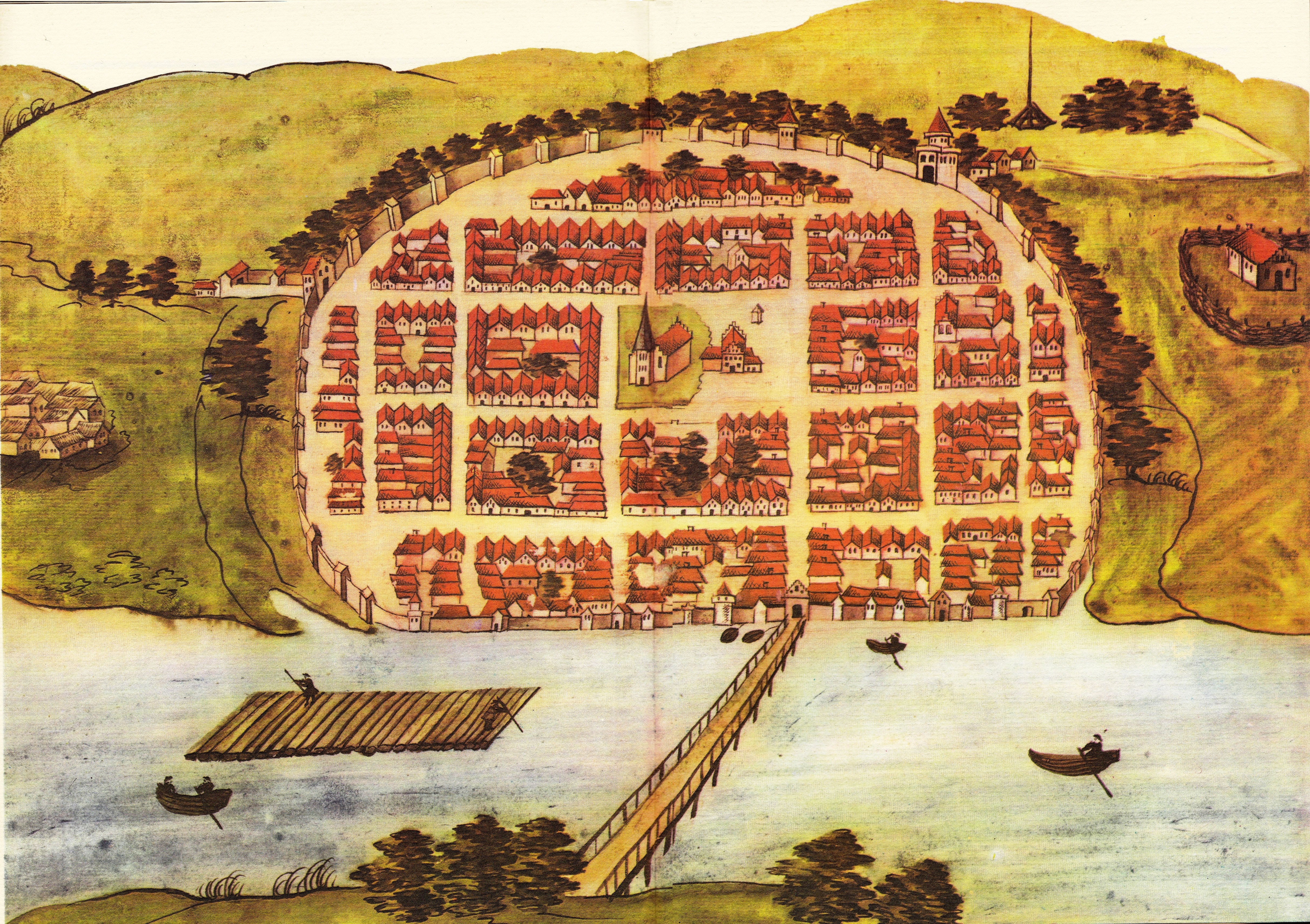
Älteste Stadtansicht von Greifenhagen von 1615 in einer Kopie aus dem 18. Jahrhundert aus der sog. Stralsunder Bilderhandschrift. Original im Stadtarchiv Stralsund. Es existiert auch noch eine zweite, Originalansicht aus der Zeit um 1615.

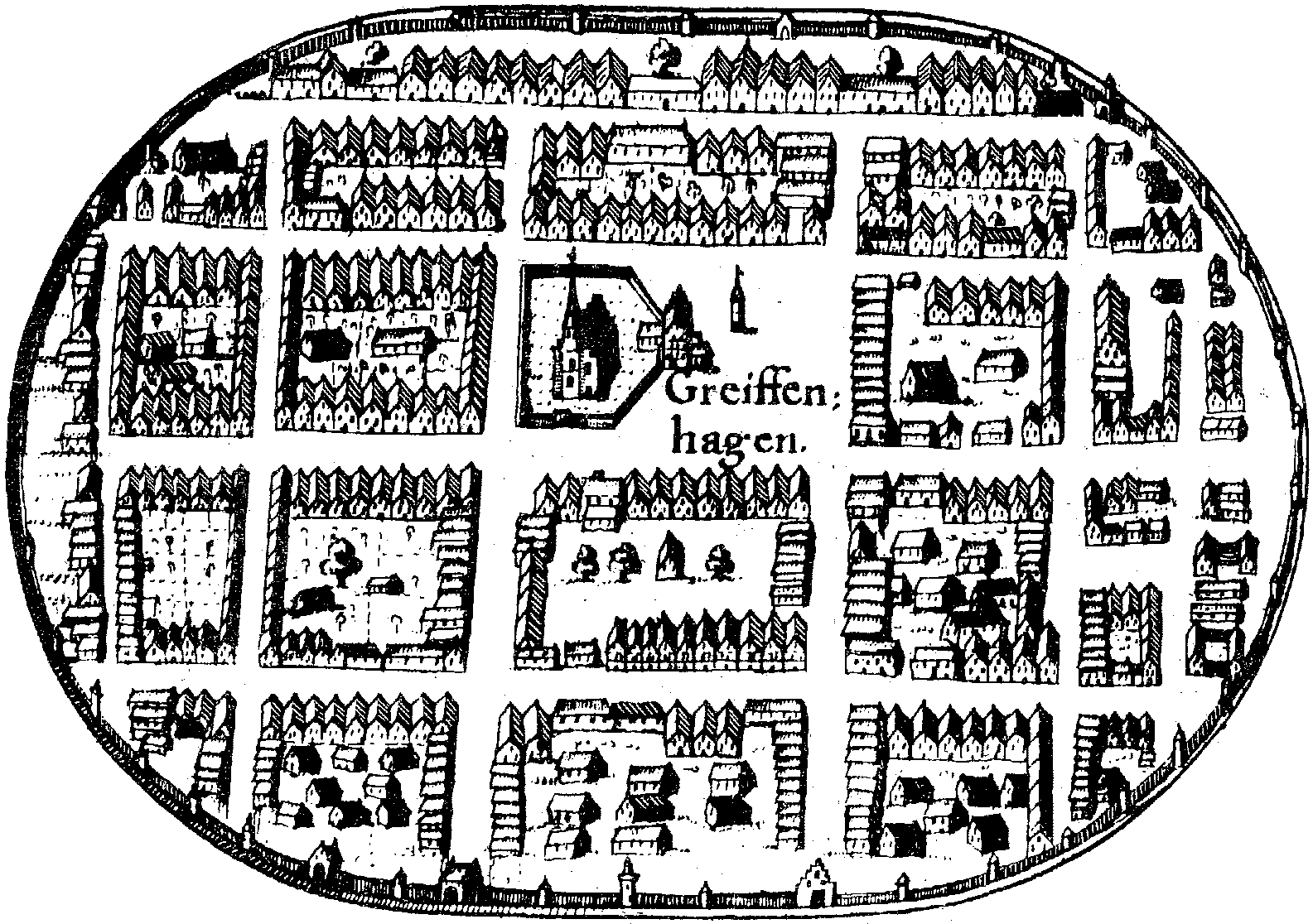
Die Stadt Greifenhagen nach Eilhard Lubinus, 1618

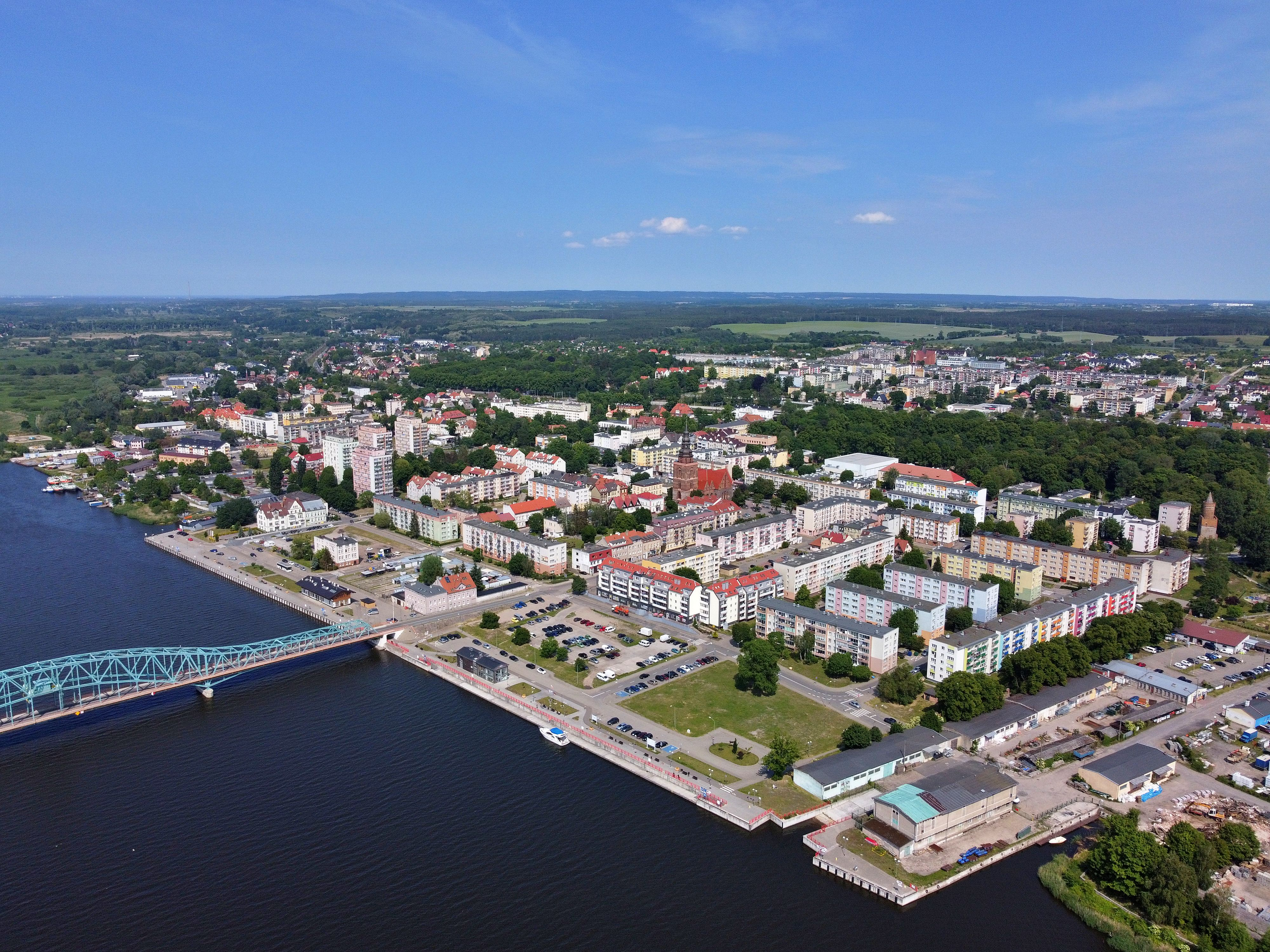
Stadtzentrum

Die Stadt liegt im äußersten Westen der Woiwodschaft Westpommern in Hinterpommern an der Odra Wschodnia (Reglitz), dem östlichen Mündungsarm der Oder. Sie gehört zum Einzugsgebiet von Stettin, dessen Zentrum in knapp 20 Kilometern in nördlicher Richtung zu erreichen ist.

## Geschichte

### Mittelalter
Schon im 12. Jahrhundert lag nördlich des späteren Greifenhagen eine wendische Fischersiedlung mit der für diese Orte üblichen Bezeichnung Wiek. Der Herzog Barnim I. von Pommern, genannt der Städtegründer, überließ 1254 einem Unternehmer 200 Hufen Land zur Gründung der Stadt Greifenhagen, der er am 1. März 1254 das Magdeburgisch-Stettiner Stadtrecht verlieh. Gleichzeitig verbot er den Zuzug der Wieker Einwohner. Zum Schultheißen ernannte er seinen Lokator Rudolf von Bertekow. Um der Stadt eine wirtschaftliche Grundlage zu geben, hatte Barnim bereits ein Jahr zuvor dem Nachbarort Woltin das Marktrecht zugunsten Greifenhagens entzogen. Später mussten auch Fiddichow und Wollin ihre Marktrechte an die neue Stadt abtreten. Zusätzlich erhielt Greifenhagen 1280 das Recht der freien Schifffahrt auf allen pommerschen Gewässern. 
Der Stadtplan spiegelt mustergültig das Schema einer östlichen Kolonisationsstadt wider, mit einem Rasterschema aus sich schneidenden Straßen um einen rechtwinklig ausgesparten Marktplatz. 
Um den Handel nach Westen ausdehnen zu können, wurden 1306 ein Brückenzug über beide Oderarme und ein hochwassersicherer Steindamm errichtet. Für beide Verkehrswege erhob die Stadt Zoll, der ihr erheblichen Reichtum einbrachte. Ein Teil der Einnahmen wurde 1312 für den Ankauf der Ortschaft Wiek verwendet, und ein Jahr später umgab sich die Stadt mit einer Befestigungsmauer. 1339 ernannte Pommernherzog Otto I. Greifenhagen zur herzoglichen Münzstätte, was auf die wirtschaftliche Bedeutung der Stadt schließen lässt.

### Frühe Neuzeit
Erhebliche Rückschläge brachten 1530 ein Stadtbrand, dem fast alle Häuser zum Opfer fielen, eine Pestepidemie, an der die Hälfte der Einwohner starb, und die Zerstörung der Oderbrücken durch die Schweden im Dreißigjährigen Krieg mit sich. Als Ergebnis dieses Krieges wurde Greifenhagen ein Teil von Schwedisch-Pommern. Im Schwedisch-Brandenburgischen Krieg ließ der brandenburgische Kurfürst Friedrich Wilhelm 1677 die Stadt besetzen. Im Friedensvertrag von Saint-Germain wurde Greifenhagen – wie alle östlich der Oder gelegenen Schwedisch-Pommerns mit Ausnahme der Städte Damm und Gollnow – Preußen zugesprochen. Im Jahr 1780 richtete eine Überschwemmung schwere Schäden an.

### 19. und 20. Jahrhundert

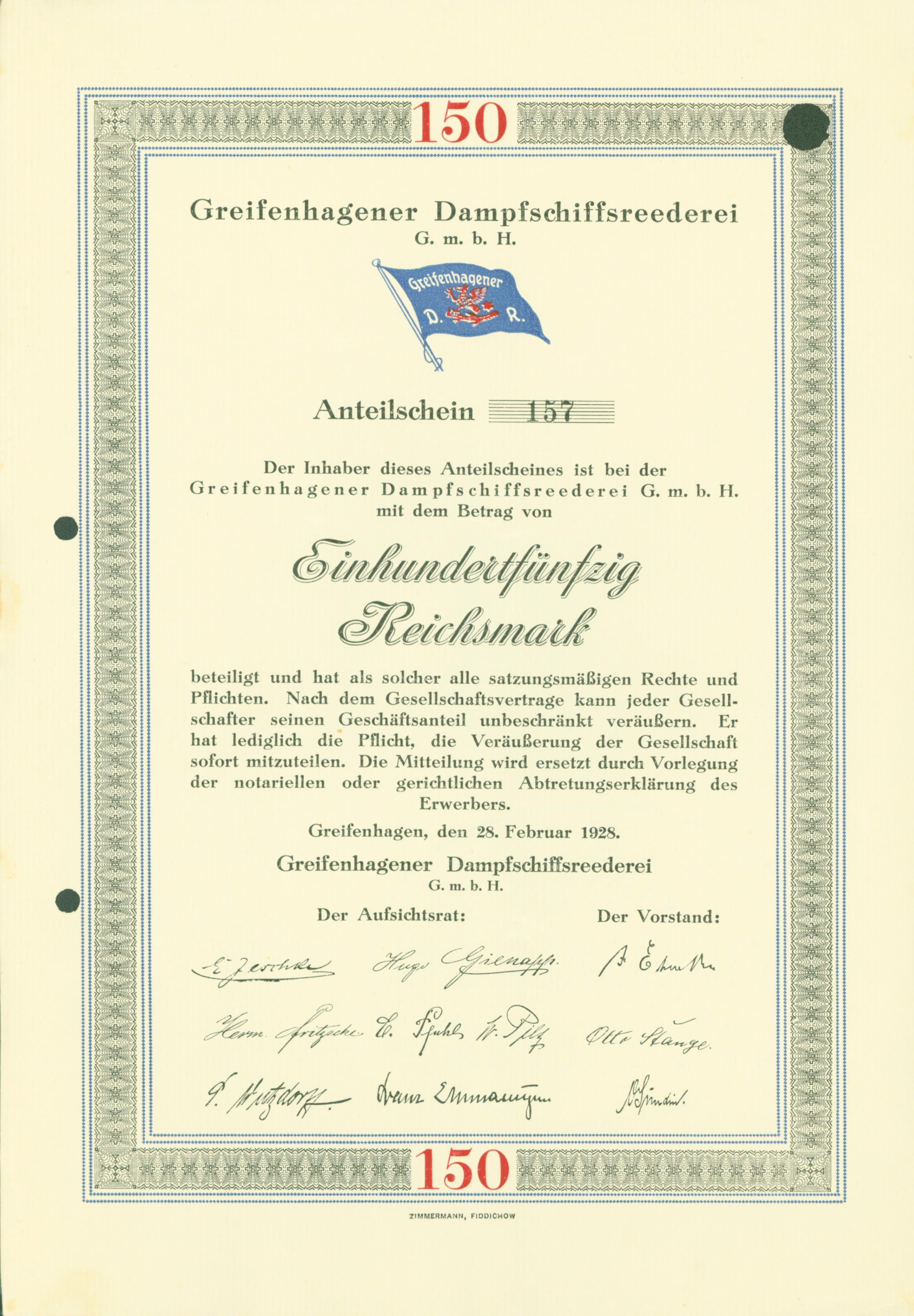
Anteilschein über 150 RM der Greifenhagener Dampfschiffsreederei GmbH vom 28. Februar 1928

Als Preußen 1815/1818 seine Verwaltung neu ordnete, wurde die Stadt Verwaltungssitz des Landkreises Greifenhagen im Regierungsbezirk Stettin der Provinz Pommern. Diese Verwaltungsgliederung blieb bis 1945 bestehen. 
Von 1838 bis 1849 war das preußische Land- und Stadtgericht Greiffenhagen hier angesiedelt.
Mit der Stettiner und der Bahner Vorstadt entstanden neue Stadtteile, und 1857 gaben zwei Holzbrücken den Weg zum westlichen Oderufer wieder frei. Der 1877 erfolgte Eisenbahnanschluss sowie die Eröffnung des Großschifffahrtswegs Berlin–Stettin im Jahr 1904 ließen die Greifenhagener Wirtschaft expandieren. Vor allem die 1873 gegründete Dampfschiffsreederei, die den Güterverkehr zwischen Schwedt und Stettin übernommen hatte, profitierte von der neuen Wasserstraße. Aber auch industrielle Betriebe, wie insbesondere der Lebensmittelherstellung und chemische Werke siedelten sich an. 1913 wurden die hölzernen Oderbrücken durch eine Stahlkonstruktion ersetzt. Am Anfang des 20. Jahrhunderts hatte die Kreisstadt eine evangelische Kirche, eine Synagoge und war Sitz eines Amtsgerichts.
Zur letzten deutschen Volkszählung von 1939 lebten 9855 Menschen in der Stadt. Die meisten flohen Anfang 1945 vor der anrückenden sowjetischen Front. Im Kampf um die Eroberung Greifenhagens durch die Rote Armee, der vom 8. bis 21. März andauerte, wurde die Innenstadt völlig zerstört. Nachdem Greifenhagen 1945 unter polnische Verwaltung gestellt worden war, begann die Migration polnischer Zivilisten, und die Stadt wurde in Gryfino umbenannt. Die noch verbliebenen Deutschen wurden von nach Kriegsende zugewanderten polnischen Milizionären aus ihren Häusern und Wohnungen gedrängt, enteignet und vertrieben, soweit sie nicht vereinzelt die polnische Staatsangehörigkeit annahmen.
Gryfino wurde in die damalige Woiwodschaft Stettin eingegliedert und wurde Kreisstadt. 1975 verlor die Stadt ihren Rang als Kreishauptstadt und wurde zum Sitz einer Stadt- und Landgemeinde. 1999 erhielt sie den Status der Kreishauptstadt zurück.

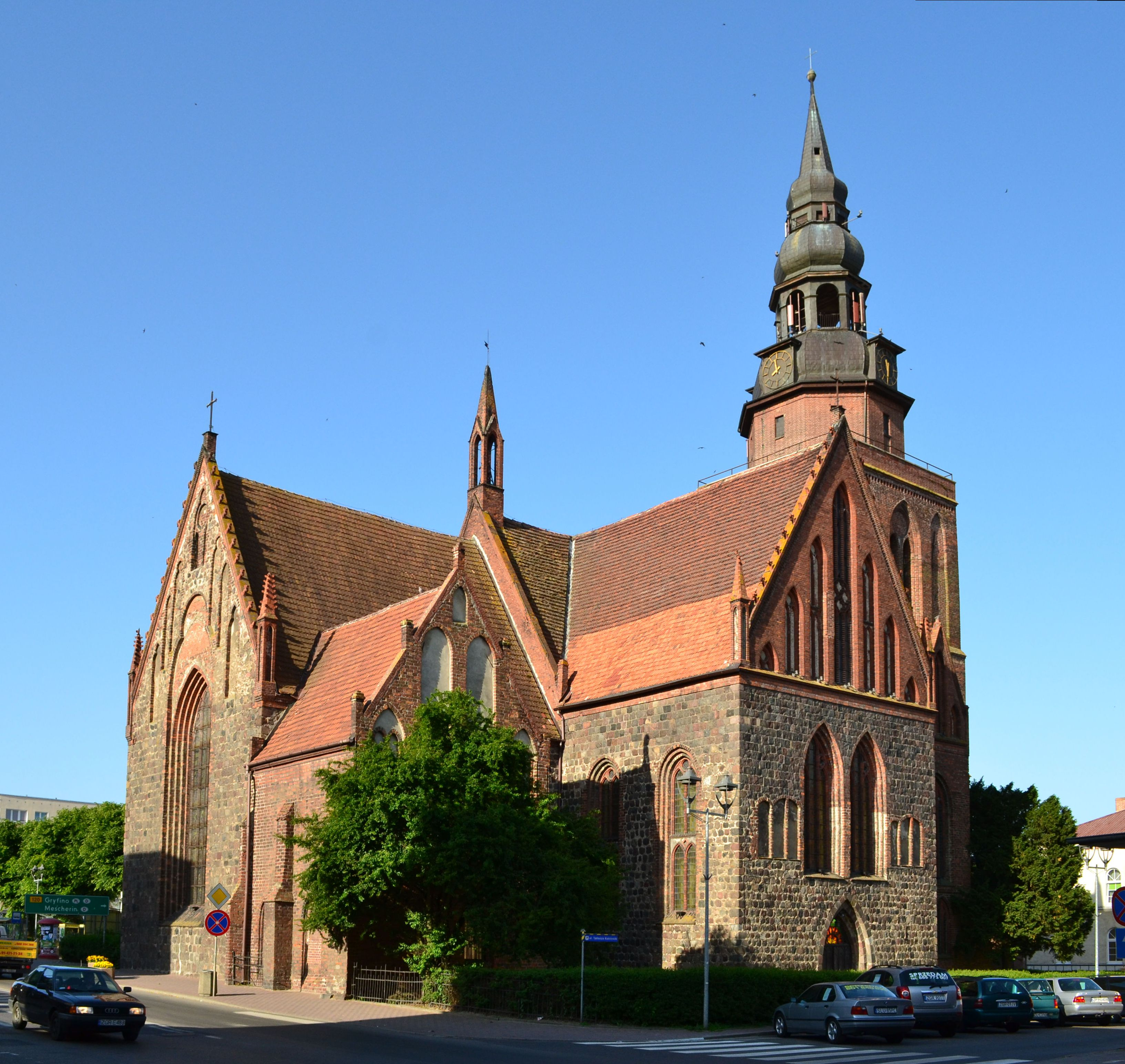
Marienkirche

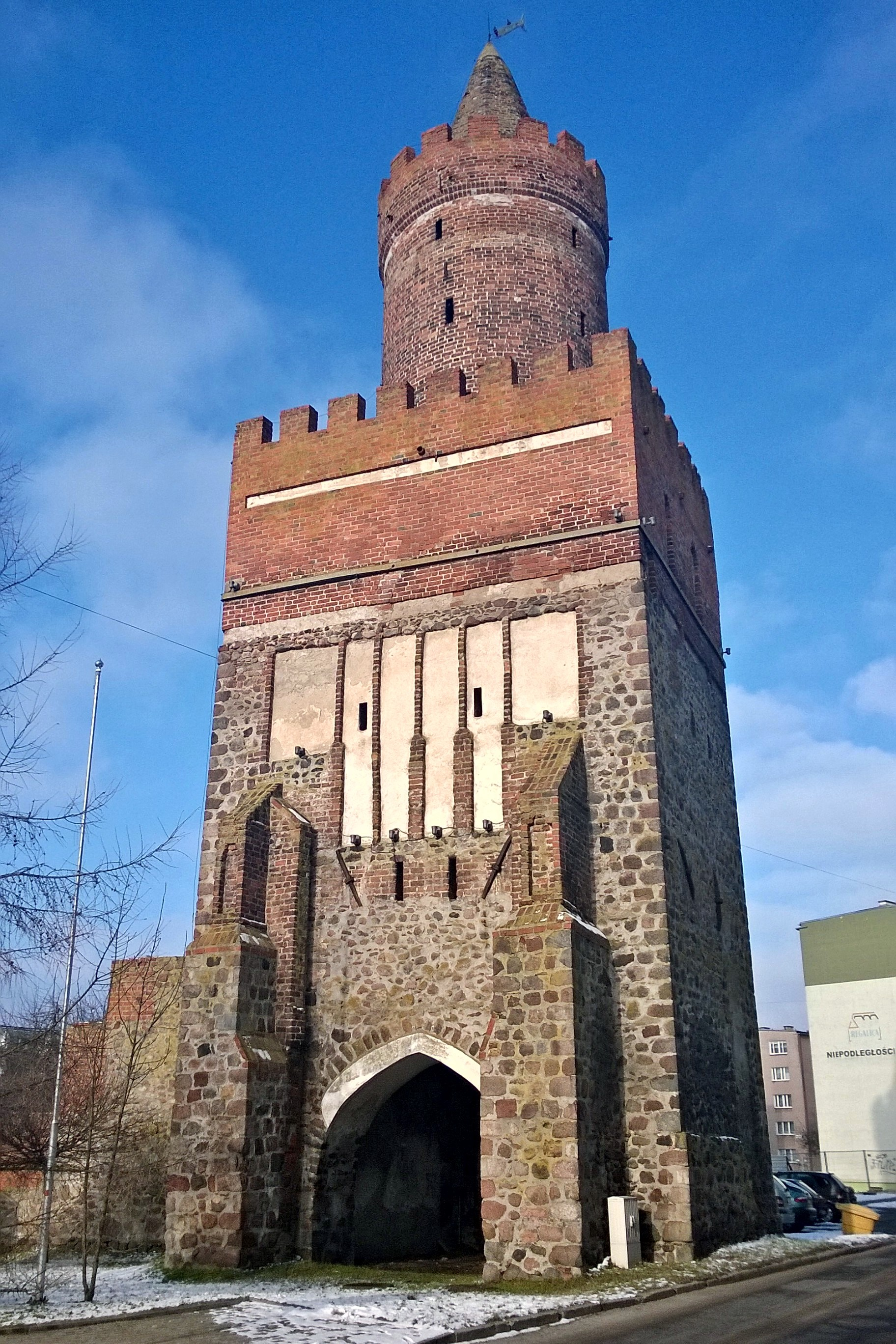
Bahner Tor

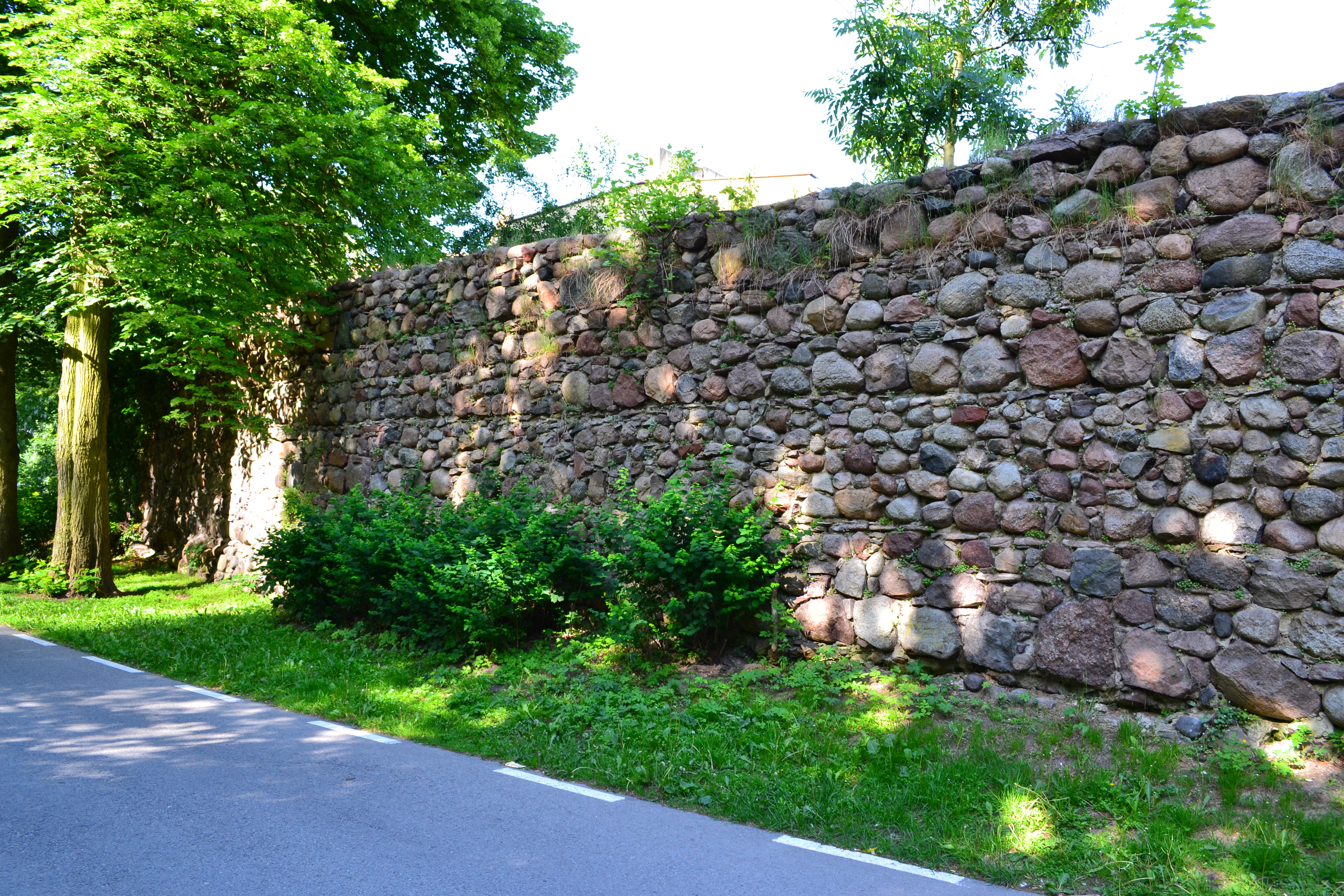
Stadtmauer

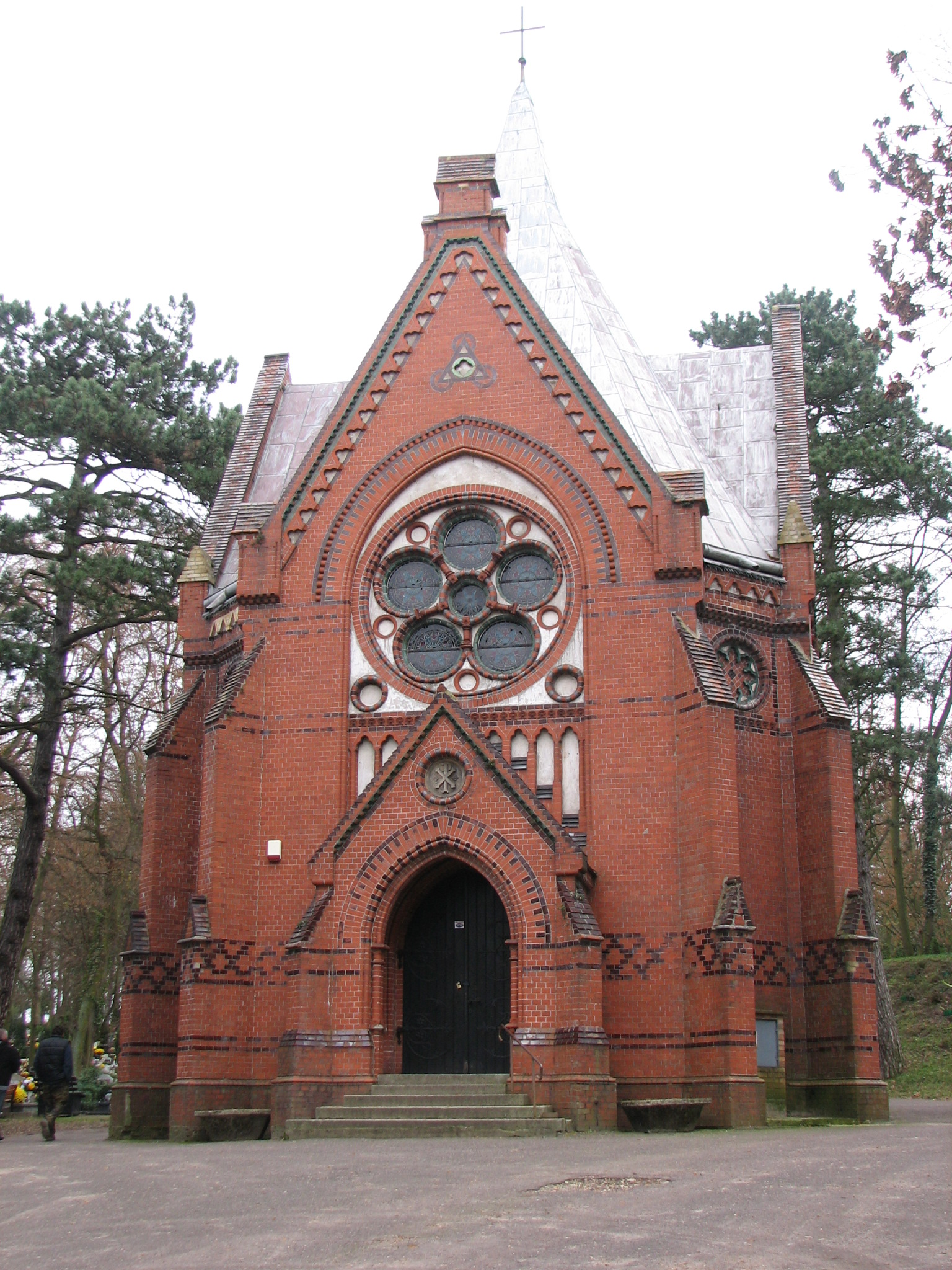
Friedhofskapelle

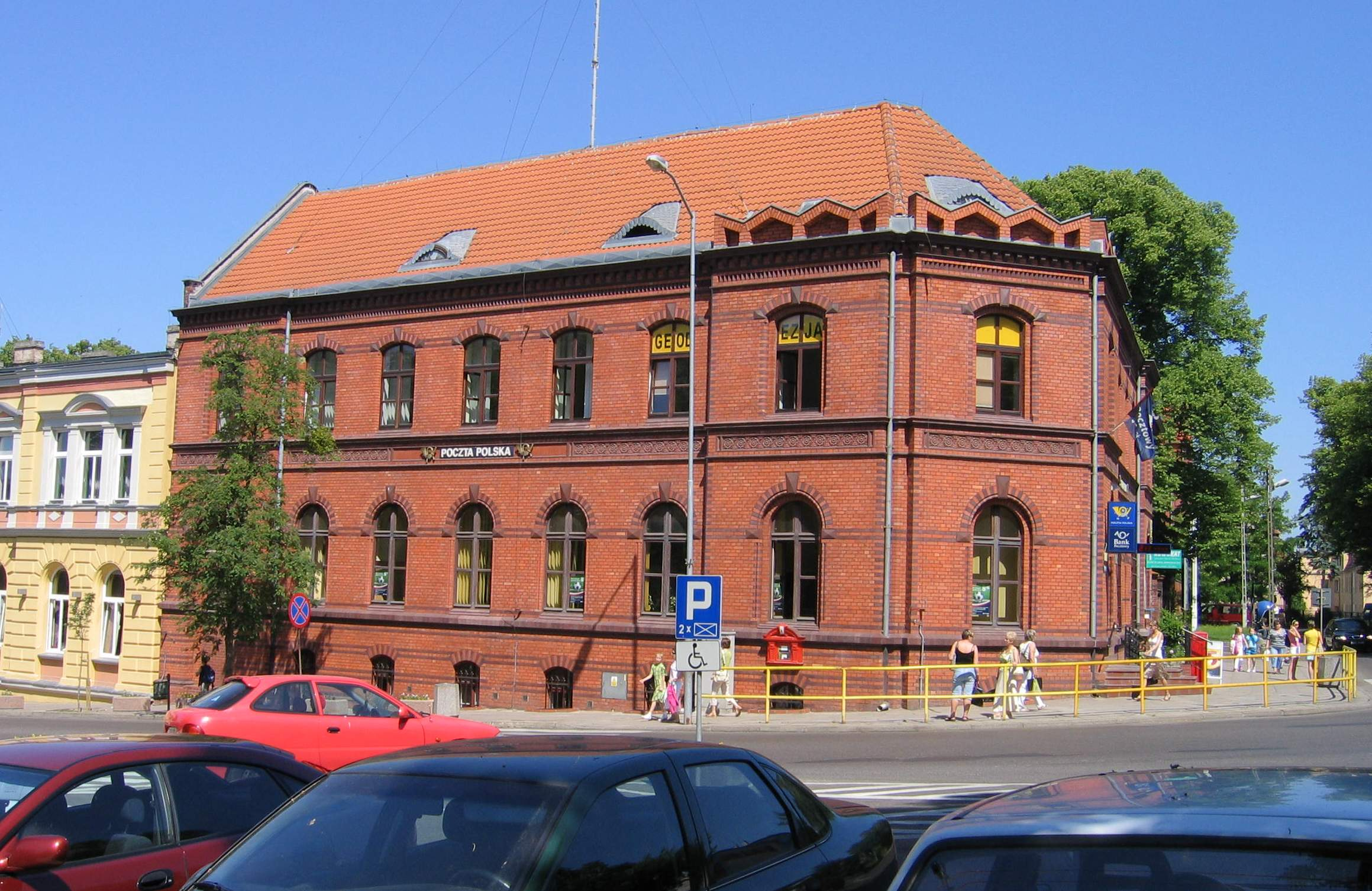
Postgebäude

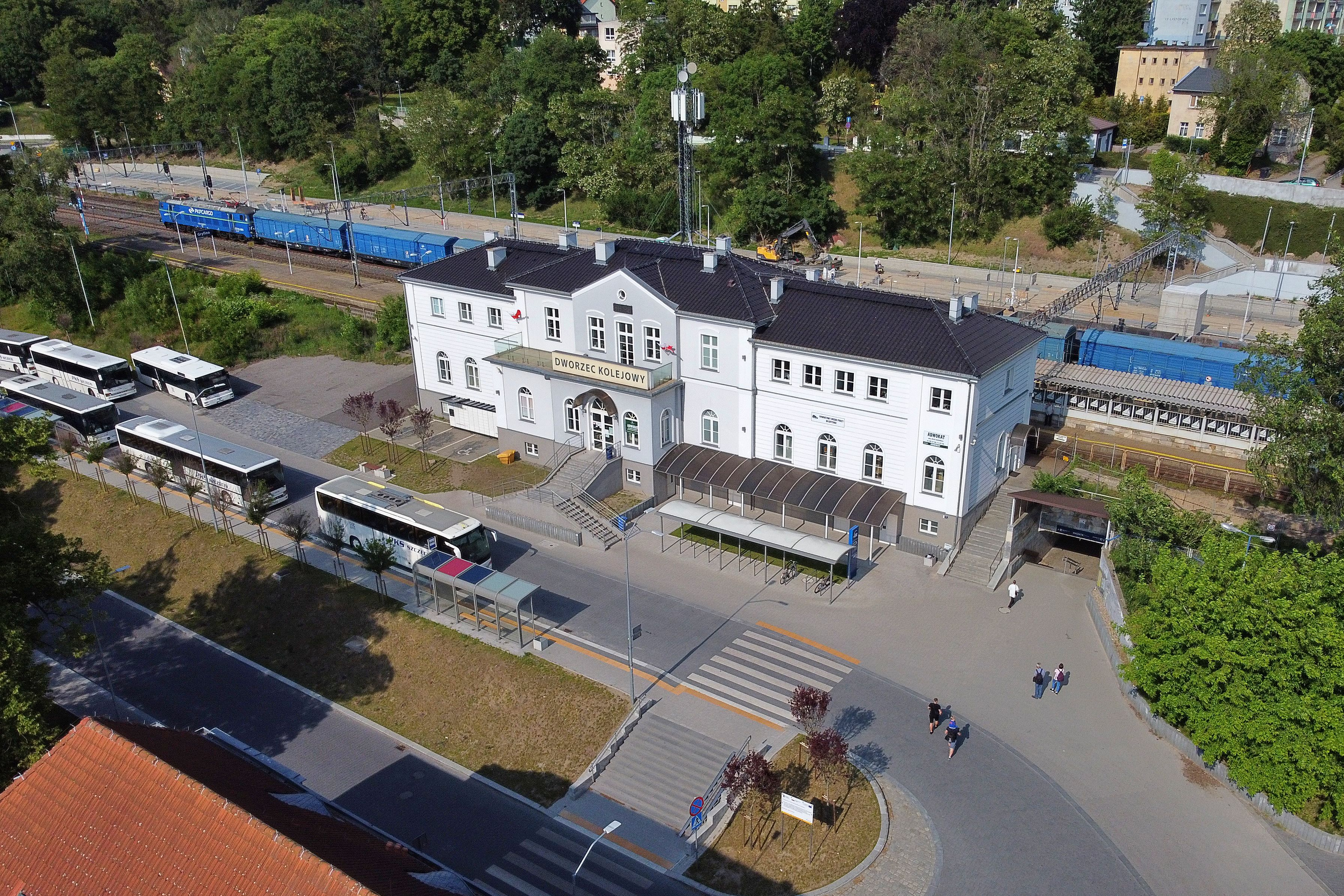
Bahnhof

### Demographie
| Jahr | Einwohner | Anmerkungen                                                                                 |
| ---- | --------- | ------------------------------------------------------------------------------------------- |
| 1740 | 2152      | [ 6 ]                                                                                       |
| 1782 | 2762      | davon 83 Juden                                                                              |
| 1802 | 3323      | [ 8 ]                                                                                       |
| 1817 | 3890      | [ 6 ]                                                                                       |
| 1822 | 4290      | [ 6 ]                                                                                       |
| 1867 | 6774      | am 3. Dezember                                                                              |
| 1871 | 6611      | am 1. Dezember, davon 6395 Evangelische, 29 Katholiken, sieben sonstige Christen, 180 Juden |
| 1875 | 6759      | [ 10 ]                                                                                      |
| 1880 | 6906      | [ 10 ]                                                                                      |
| 1890 | 6692      | darunter 65 Katholiken, 91 Juden                                                            |
| 1900 | 6473      | [ 5 ]                                                                                       |
| 1910 | 7260      | am 1. Dezember                                                                              |
| 1925 | 8184      | [ 10 ]                                                                                      |
| 1933 | 8938      | [ 10 ]                                                                                      |
| 1939 | 9855      | [ 10 ]                                                                                      |

## Sehenswürdigkeiten
- Die katholische Pfarrkirche Mariä Geburt (Kościół p.w. Narodzenia NMP) war vor dem Zweiten Weltkrieg die evangelische Stadtpfarrkirche St. Nikolaus. Der Bau wurde um 1250 aus Feldsteinen begonnen, um dann backsteingotisch vollendet zu werden. Viele (Außen-)Details der Kirche wurden gegen Ende des 19. Jahrhunderts neugotisch überformt. Der barocke, zweifach durchbrochene Turmhelm wurde 1938 aufgesetzt und ersetzte den bisherigen Nadelhelm. Im Innern blieben neben dem neugotischen Orgelprospekt und dem Hauptaltar – dessen Altarblatt Maria, Königin von Polen nach 1945 aus den ehemaligen polnischen Ostgebieten in die Kirche verbracht wurde – zwei Renaissancekunstdenkmäler erhalten: Das Chorgestühl aus dem 16. Jahrhundert sowie die aufwendig renovierte Kanzel von 1605.
- Das Sankt-Georgs-Tor (poln. Brama Bańska, also Bahner Tor) ist ein mit Resten der Stadtmauer erhaltener Torturm am südlichen Ausgang der Altstadt an der nach Banie (Bahn) führenden Straße. Es wurde um 1300 erbaut, der Unterbau aus Feldsteinen, die oberen Geschosse im Stil der Backsteingotik.
- Friedhofskapelle, neugotisch, errichtet von 1907 bis 1911[13]
- Postamt von 1883
- Krummer Wald. Ein Wald aus gekrümmten Kiefern, Naturdenkmal.

## Wirtschaft
Der größte Arbeitgeber in der Stadt ist ein kohlebetriebenes Elektrizitätswerk, das Kraftwerk Dolna Odra. Seit 1990 investiert auch ausländisches Kapital beim Aufbau der Industrie in der Stadt, z. B. die deutschen Firmen Fliegel-Textil-Service, die eine große Wäscherei betreibt, und Jürging Naturdärme, die Därme zur Wurstherstellung produziert. 2017 eröffnete Zalando hier ein Logistikzentrum.

## Verkehr
Die Stadt liegt an der Bahnstrecke Wrocław–Szczecin.
Gryfino ist seit März 2024 auch durch das S-Bahn-System Szczecińska Kolej Metropolitalna mit Stettin verbunden.
Zum drei Kilometer entfernten deutschen Nachbarort Mescherin gibt es einen Grenzübergang, der auch mit Kraftfahrzeugen passiert werden kann.

## Schulwesen
In der Stadt bestehen:
- fünf Kindergärten;
- vier Grundschulen, davon drei gewöhnliche und eine Spezialgrundschule;
- eine Mittelschule (7. bis 9. Klasse);
- zwei Gymnasien

## Persönlichkeiten

### Söhne und Töchter der Stadt
- Andreas Müller (1630–1694), Orientalist, Propst von St. Nikolai in Berlin
- Theodor Pauli (1648–1716), Rechtswissenschaftler, Professor an der Universität Königsberg
- Christian Kelch (1657–1710), Theologe und Chronist
- Johann Daniel Wutsdorff (1748–1819), preußischer Kommunaljurist, Oberbürgermeister von Stargard in Pommern
- Friedrich von Gaedecke (1776–1840), Generalmajor
- Hermann Henckel (1825–1893), deutscher Bankier, Fabrikant und Eisenbahndirektor
- Franz Strauch (1846–1928), Marineoffizier, Konteradmiral, Vizepräsident der Deutschen Kolonialgesellschaft (DKG)
- Hugo Brasch (1854–1937), Verwaltungsjurist und Richter
- Hildegard Voigt (1856–1936), Schriftstellerin
- Ernst Bruno Bourwieg (1865–1944), Politiker (DVP), Landrat des Landkreises Siegen
- Max Dreblow (1869–1927), Fotograf
- Fritz Radefeldt (1872–1942), Großkaufmann, Eigentümer des Kaufhauses Radefeldt
- Franz Weber (1881–1962), Bibliothekar und Medailleur
- Curt Hoffmann (1897–1961), Politiker (FDP), Mitglied des Deutschen Bundestages, Mitbegründer der Pommerschen Landsmannschaft
- Johannes Sprenger (1905–1974), Todesopfer an der Berliner Mauer
- Waltraut Hennig (1921–2015), Politikerin
- Manfred Hinze (* 1933), Leichtathlet
- Eberhard Löbel (* 1938), Maler und Grafiker
- Henryk Sawka (* 1958), Zeichner, Satiriker und Illustrator
- Katarzyna Kotula (* 1977), Politikerin, Anglistin und Feministin

## Städtepartnerschaften
- Barlinek (Berlinchen), Polen
- Bersenbrück (Deutschland, Niedersachsen)
- Gartz (Oder) (Deutschland, Brandenburg)
- Sambir (Ukraine)
- Schwedt/Oder (Deutschland, Brandenburg)

## Gmina Gryfino
Die Gesamtfläche der Stadt- und Landgemeinde Gryfino umfasst 254 km². Die Grenzen der Gemeinde haben die Länge von 111 km, davon sind 24,5 km Wasserlinie, unter ihnen bilden 2200 m die Staatsgrenze zwischen Deutschland und Polen.
Zur Gemeinde gehören neben dem gleichnamigen Hauptort, der Stadt Gryfino, 28 ländliche Ortschaften, die jeweils ein Schulzenamt bilden:
| - Bartkowo (Bartikow) - Borzym (Borin) - Chlebowo (Klebow) - Chwarstnica (Klein Schönfeld) - Czepino (Wintersfelde) - Daleszewo (Ferdinandstein) - Dołgie (Langenhagen) - Drzenin (Neuhaus) - Gardno (Garden) - Krajnik (Buddenbrock) - Krzypnica (Kranzfelde) - Mielenko Gryfiński (Klein Möllen) - Nowe Czarnowo (Neu Zarnow) - Parsówek | - Pniewo (Bremerheide) - Radziszewo (Retzowsfelde) - Sobiemyśl (Frankenberg) - Sobieradz (Woltersdorf) - Stare Brynki (Brünken) - Steklinko (Bayershöhe) - Steklno (Stecklin) - Wełtyń (Woltin) - Wirów (Wierow) - Włodkowice (Wilhelmshöhe) - Wysoka Gryfińska (Wittstock) - Żabnica (Mönchskappe) - Żórawie (Kronheide) - Żórawki (Kronstein) |

Andere Ortschaften sind: Ciosna (Dorotheenhof), Dębce (Eichwerder), Gajki (Uhlenhorst), Łubnica (Bienenwerder), Nowe Brynki (Neu Brünken), Osuch (Bergmühle), Pastuszka (Viehhof), Raczki (Neuteich), Szczawno (Vogelsang), Śremsko, Wirówek (Wierower Mühle) und Zaborze (Schulzendorf)